# Tomești (gmina w okręgu Harghita)
Tomești – gmina w Rumunii, w okręgu Harghita. Obejmuje tylko jedną miejscowość Tomești. W 2011 roku liczyła 2563 mieszkańców.